# Triplogyna
Triplogyna és un gènere d'aranyes araneomorfes de la subfamília dels erigonins, dins de la família Linyphiidae. Es poden trobar a Sud-amèrica.
Fou descrit per primera vegada per Alfred Frank Millidge l'any 1991.
És sinònim del gènere Barycara Millidge, 1991

## Llista d'espècies
Segons The World Spider Catalog 12.0: 
- Triplogyna ignitula (Keyserling, 1886)
- Triplogyna major Millidge, 1991 (Espècie tipus)